# Danuta Rossman

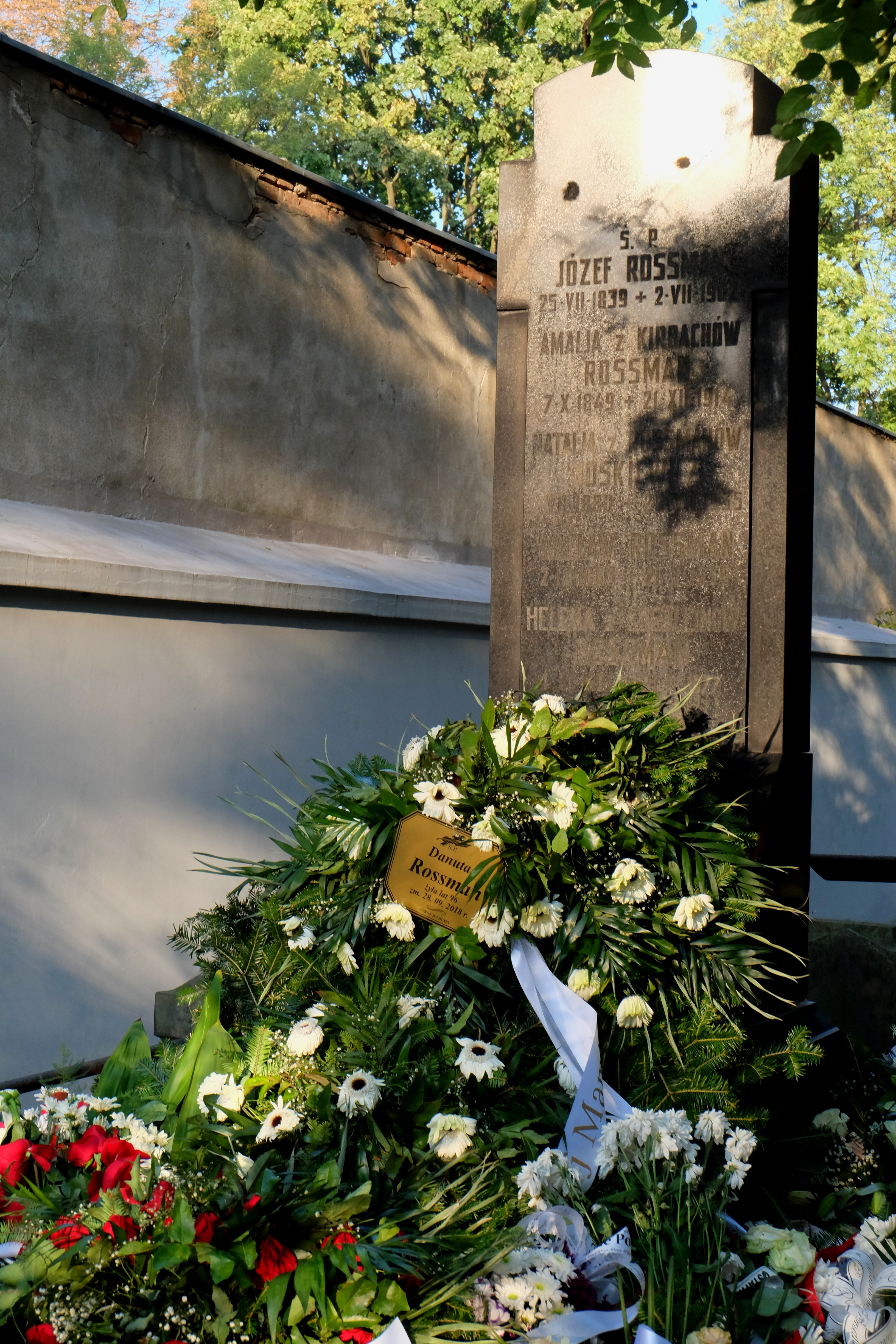
Grób Danuty Rossman na cmentarzu ewangelicko-reformowanym w Warszawie

Danuta Rossman lub Danuta Zdanowicz-Rossman z domu Zdanowicz (ur. 2 września 1922, zm. 28 września 2018) – uczestniczka konspiracji niepodległościowej w czasie II wojny światowej, harcerka Szarych Szeregów, harcmistrzyni.

## Życiorys
Przed wojną uczęszczała do Gimnazjum i Liceum Królowej Jadwigi w Warszawie. Od 1935 należała do harcerstwa, do działającej przy tej szkole „Błękitnej Czternastki” – 14 Warszawskiej Żeńskiej Drużyny Harcerskiej. 
Wybuch II wojny światowej zastał ją w Olesinku koło Góry Kalwarii, po powrocie do Warszawy zgłosiła się 7 września 1939 do służby sanitarnej podczas obrony stolicy. W czasie okupacji niemieckiej naukę kontynuowała na tajnych kompletach, uzyskując maturę, a następnie studiując na Wolnej Wszechnicy. 
Działała w konspiracyjnej organizacji małego sabotażu „Wawer”, a następnie w Szarych Szeregach. Przyjaźniła się między innymi z Aleksym Dawidowskim „Alkiem” i jego siostrą Marylą, Janem Bytnarem „Rudym” oraz drużynową „Błękitnej Czternastki”, Anną Zawadzką. Była łączniczką Tadeusza Zawadzkiego ps. „Zośka”, brata Anny. Po Akcji pod Arsenałem i zatrzymaniu w trakcie niej Huberta Lenka, następnego dnia zostali aresztowani przez gestapo ojciec i brat Danuty, mimo iż ona sama nie brała udziału w akcji.
W czasie powstania warszawskiego była komendantką oddziału kobiet w Batalionie „Iwo”. Po upadku powstania trafiła do obozu jenieckiego w Sandbostel. Po wyzwoleniu trafiła do Maczkowa (niem. Haren), gdzie wzięła ślub z Janem Rossmanem ps. „Kuna” – wcześniej członkiem Głównej Kwatery Szarych Szeregów, jednym z komendantów Chorągwi Warszawskiej ZHP.
Była autorką wydanej pod nazwiskiem Danuta Zdanowicz-Rossman książki pt. Pamiętnik Niemcy, 1945 rok (Oficyna Wydawnicza „Impuls”, Kraków, 2016; ISBN 978-83-809-5120-4).
Została pochowana na Cmentarzu Ewangelicko-Reformowanym przy ul. Żytniej w Warszawie (kwatera B-3-8).

## Odznaczenia
- Krzyż Komandorski Orderu Odrodzenia Polski (2018)[1]